# Лозуватка (притока Мертвоводу)
Лозуватка, Лозоватка — річка у Бобринецькому районі Кіровоградської області, права притока Мертвоводу (сточище Південного Бугу).

## Опис
Довжина річки 14  км., похил річки — 6,0 м/км. Формується з декількох безіменних струмків та водойм. Площа басейну 58,2 км².

## Розташування
Лозуватка бере початок на північно-східній околиці села Павлогірківки. Тече переважно на південний захід і на південній околиці села Дончине впадає у річку Мертвовод, ліву притоку Південного Бугу.